# Parafia św. Maksymiliana Kolbego w Jadachach
Parafia św. Maksymiliana Kolbego w Jadachach – parafia rzymskokatolicka znajdująca się w Jadachach i należąca do diecezji sandomierskiej w dekanacie Nowa Dęba. 14 czerwca 1983 wyodrębniona z parafii Chmielów. Prowadzą ją księża diecezjalni. Kościół św. Maksymiliana Kolbego w Jadachach został wybudowany w 1983.